# Stibbington
Stibbington – wieś w Anglii, w hrabstwie Cambridgeshire, w dystrykcie Huntingdonshire. Leży 54 km na północny zachód od miasta Cambridge i 120 km na północ od Londynu.